# Comuna Surahammar
Surahammar (Surahammars kommun) este o comună din comitatul Västmanlands län, Suedia, cu o populație de 9.834 locuitori (2013).

## Geografie

### Zone urbane
Lista celor mai mari zone urbane din comună (anul 2015) conform Biroului Central de Statistică al Suediei:
| Nr | Zona urbană | Pop.  |
| -- | ----------- | ----- |
| 1  | Surahammar  | 6.270 |
| 2  | Ramnäs      | 1.333 |
| 3  | Virsbo      | 1.329 |

## Demografie
| \| Evoluția demografică în comuna Surahammar, 1970–2015 \| Evoluția demografică în comuna Surahammar, 1970–2015 \| Evoluția demografică în comuna Surahammar, 1970–2015 \| Evoluția demografică în comuna Surahammar, 1970–2015 \| Evoluția demografică în comuna Surahammar, 1970–2015 \| \| ----------------------------------------------------------------------------------------------------- \| ---------------------------------------------------- \| ---------------------------------------------------- \| ---------------------------------------------------- \| ---------------------------------------------------- \| \| An \| \| \| Locuitori \| \| \| 1970 \| 1970 \| \| 10979 \| 10979 \| \| 1975 \| 1975 \| \| 11074 \| 11074 \| \| 1980 \| 1980 \| \| 11439 \| 11439 \| \| 1985 \| 1985 \| \| 11234 \| 11234 \| \| 1990 \| 1990 \| \| 11381 \| 11381 \| \| 1995 \| 1995 \| \| 11107 \| 11107 \| \| 2000 \| 2000 \| \| 10340 \| 10340 \| \| 2005 \| 2005 \| \| 10196 \| 10196 \| \| 2010 \| 2010 \| \| 9949 \| 9949 \| \| 2015 \| 2015 \| \| 9985 \| 9985 \| \| Sursa: SCB - Statistika Centralbyrån, Folkmängd efter region, civilstånd, ålder och kön. År 1968–2016 \| \| \| \| \| |      |  |           |       |
| Evoluția demografică în comuna Surahammar, 1970–2015 |      |  |           |       |
| An |      |  | Locuitori |       |
| 1970 | 1970 |  | 10979     | 10979 |
| 1975 | 1975 |  | 11074     | 11074 |
| 1980 | 1980 |  | 11439     | 11439 |
| 1985 | 1985 |  | 11234     | 11234 |
| 1990 | 1990 |  | 11381     | 11381 |
| 1995 | 1995 |  | 11107     | 11107 |
| 2000 | 2000 |  | 10340     | 10340 |
| 2005 | 2005 |  | 10196     | 10196 |
| 2010 | 2010 |  | 9949      | 9949  |
| 2015 | 2015 |  | 9985      | 9985  |
| Sursa: SCB - Statistika Centralbyrån, Folkmängd efter region, civilstånd, ålder och kön. År 1968–2016 |      |  |           |       |